# آرام می‌گیریم
آرام می‌گیریم  سریال سال ۱۳۹۵ صدا و سیمای جمهوری اسلامی ایران و به کارگردانی روح‌الله سهرابی، نویسندگی روح‌الله سهرابی، سید مرتضی مصطفوی، فریدون فرهودی و فروغ فروهیده و تهیه‌کنندگی فرهاد گلی است که در سال ۱۳۹۵ تولید و از شبکه دو سیما پخش شد.
این مجموعه در ۵۰ قسمتِ ۴۵ دقیقه‌ای با همکاری بنیاد فرهنگی روایت تولید شد.
نقدها و نظرات بسیاری دربارهٔ آن در رسانه‌های ایران نوشته و منتشر شد.
این سریال آخرین کار بازیگری حسن جوهرچی بود زیرا که او در اواسط فیلم‌برداری این سریال درگذشت.

## خلاصه داستان
داستان مشکلات خانواده‌های با اصالتی را بیان می‌کنند که در جامعه امروز فرزندانشان با مسائل و ناهنجاری‌های غیراخلاقی روبرو می‌شوند و آرامش اصلی خانواده را از بین می‌برند.

## بازیگران
- هوشنگ توکلی در نقش:  حاج ابراهیم خاکپور
- ثریا قاسمی در نقش: مونس؛ همسر حاج ابراهیم
- علی اوسیوند در نقش: ناصر
- نسرین نکیسا در نقش: مریم؛ همسر ناصر
- میرطاهر مظلومی در نقش: منصور
- نگار عابدی در نقش: ماهرخ؛ همسر منصور
- مجید صالحی در نقش: مسعود
- آشا محرابی در نقش: زهرا؛ همسر مسعود
- کامران تفتی در نقش: جلال
- مهدی سلوکی در نقش: سعید؛ همسر آوا
- ماهور عفیفی در نقش: مهتاب
- نسرین مقانلو در نقش: محبوب
- محمد فیلی در نقش: سردار
- لیلا اوتادی در نقش: آوا همسر سعید
- مونا فرجاد در نقش: فاطمه
- مهدی ماهانی در نقش: آرمان
- لعیا زنگنه در نقش: ماهان
- آتیلا پسیانی در نقش: عباس
- سعیده رودبارکی در نقش: الهه
- کاظم بلوچی در نقش: یونس
- شهرزاد کمال‌زاده در نقش: رعنا (لاله)
- محدثه قبادی در نقش: لیلا
- مجید اکبری در نقش: مجتبی
- ارسلان قاسمی در نقش آرش
- حسن جوهرچی در نقش: پدر آوا (در هنگام فیلمبرداری مجموعه درگذشت)[۶]
- امیر متقی طلب در نقش: ایرج
- شیما نیک پور در نقش: مژده رفیعی
- دنیا حیدری در نقش: الهام
- حمید رضا هدایتی در نقش: اسماعیل
- محمود مقامی در نقش: دکتر بهزیستی
- شهربانو موسوی در نقش: خاله صنوبر
- بهزاد رحیم خانی در نقش: پدر ماهرخ
- بدری برنجانی در نقش: حوریه
- علی زندی در نقش: فیض
- مهرداد فلاحتگر در نقش: پدر آرمان
- سلیمه رنگزن در نقش: خاله فهیمه
- طاهره واعظ اعلایی در نقش: همسر اسماعیل